# Szczepan Skomra
Szczepan Stanisław Skomra (ur. 12 sierpnia 1949 w Wysokiej) – polski polityk i spółdzielca, poseł na Sejm II, III, IV i V kadencji.

## Życiorys
Ukończył studia na Wydziale Zootechnicznym Akademii Rolniczej w Lublinie. Pracował w spółdzielniach mleczarskich w Lublinie, Lubartowie i Parczewie, a od lat 70. w Spółdzielni Mleczarskiej „Spomlek” w Radzyniu Podlaskim. Pełnił w niej funkcję wiceprezesa, a od 1981 do 2008 był prezesem zarządu.
Należał do Polskiej Zjednoczonej Partii Robotniczej. W latach 1993–2007 sprawował mandat poselski z ramienia Sojuszu Lewicy Demokratycznej na Sejm II, III, IV i V kadencji. W wyborach parlamentarnych w 2005 startował z listy SLD w okręgu chełmskim, uzyskując 6348 głosów. W przedterminowych wyborach dwa lata później nie ubiegał się o reelekcję. W wyborach samorządowych w 2010 bez powodzenia ubiegał się o mandat w radzie powiatu radzyńskiego, startując z listy KWW Powiatu Radzyńskiego Forum Na Rzecz Miasta i Wsi.
Działa w OPZZ, do 2008 kierował trzecioligowym klubem piłkarskim Orlęta Radzyń Podlaski.
W 2010 został odznaczony Złotym Krzyżem Zasługi.